# Карвальюс (Минас-Жерайс)
Карвальюс (порт. Carvalhos) — муниципалитет в Бразилии, входит в штат Минас-Жерайс. Составная часть мезорегиона Юг и юго-запад штата Минас-Жерайс. Входит в экономико-статистический микрорегион Андреландия. Население составляет 4772 человека на 2006 год. Занимает площадь 282,587 км². Плотность населения — 16,9 чел./км².

## История
Город основан 12 декабря 1948 года. 

## Статистика
- Валовой внутренний продукт на 2003 год составляет 15 377 335,00 реалов (данные: Бразильский институт географии и статистики).
- Валовой внутренний продукт на душу населения на 2003 год составляет 3234,61 реалов (данные: Бразильский институт географии и статистики).
- Индекс развития человеческого потенциала на 2000 год составляет 0,718 (данные: Программа развития ООН).